# Association Sportive de La Poste et France Télécom Albi 2015-2016
Questa voce raccoglie le informazioni riguardanti la squadra femminile dell'Association Sportive de La Poste et France Télécom Albi nelle competizioni ufficiali della stagione 2015-2016.

## Stagione
La stagione si apre con l'annuncio del cambio dell'allenatore, con la squadra affidata al franco-beninese Adolphe Ogouyon che rileva David Welferinger. Molti sono i movimenti di mercato estivi, con l'arrivo di undici nuove giocatrici, che vanno a integrare l'organico in tutti i reparti e sostituire le nove in partenza.
In Coppa di Francia l'ASPTT Albi viene eliminato già al primo incontro in programma, il 2º turno federale, venendo sconfitto dal Paris Saint-Germain con il risultato di 3-0.

## Divise e sponsor
| Casa |

## Organigramma societario
Area tecnica
- Allenatore: Adolphe Ogouyon
- Vice allenatore: Patrice Martinez
- Preparatore dei portieri:
- Preparatorie atletico:

## Rosa
Rosa e numeri come da sito ufficiale, integrati dal sito footofeminin.fr.
| N. |                       | Ruolo | Calciatrice        |
| -- | --------------------- | ----- | ------------------ |
| 1  | Portogallo (bandiera) | P     | Patrícia Morais    |
| 2  | Francia (bandiera)    | D     | Clara Marcinkowski |
| 3  | Francia (bandiera)    | D     | Cindy Marteau      |
| 4  | Francia (bandiera)    | D     | Aivi Mitchai       |
| 5  | Francia (bandiera)    | D     | Anais Arcambal     |
| 6  | Francia (bandiera)    | D     | Coline Gouineau    |
| 7  | Francia (bandiera)    | C     | Myriam Benlazar    |
| 8  | Francia (bandiera)    | A     | Kimberley Cazeau   |
| 9  | Francia (bandiera)    | A     | Marine Goulay      |
| 10 | Taiwan (bandiera)     | A     | Tseng Shu-o        |
| 11 | Francia (bandiera)    | C     | Angeline Da Costa  |
| 12 | Francia (bandiera)    | C     | Maeva Manuel       |
| 13 | Francia (bandiera)    | D     | Angelique Schlepp  |

| N. |                    | Ruolo | Calciatrice               |
| -- | ------------------ | ----- | ------------------------- |
| 14 | Francia (bandiera) | C     | Tatiana Solanet           |
| 15 | Francia (bandiera) | D     | Manon Rouzies             |
| 16 | Francia (bandiera) | P     | Alexandra Saint-Jours     |
| 17 | Francia (bandiera) | D     | Myriam Baaziz             |
| 18 | Francia (bandiera) | A     | Melanie Pestana           |
| 19 | Spagna (bandiera)  | A     | Patricia Martínez Augusto |
| 21 | Francia (bandiera) | C     | Laura Condon              |
| 22 | Francia (bandiera) | A     | Laurianne Cervera         |
| 24 | Francia (bandiera) | D     | Manon Cazes               |
| 25 | Francia (bandiera) | D     | Justine Firly             |
| 26 | Serbia (bandiera)  | C     | Kristina Pantelić         |
| 27 | Francia (bandiera) | D     | Alexandra Renault         |
| 29 | Taiwan (bandiera)  | C     | Lin Man-ting              |

## Calciomercato

### Sessione estiva
| Acquisti | Acquisti           | Acquisti            | Acquisti |
| R.       | Nome               | da                  | Modalità |
| -------- | ------------------ | ------------------- | -------- |
| P        | Patrícia Morais    | Yzeure              | [ 1 ]    |
| D        | Manon Cazes        | Tolosa              | [ 1 ]    |
| D        | Justine Firly      | Tolosa              | [ 1 ]    |
| D        | Clara Marcinkowski | Arras               | [ 1 ]    |
| D        | Aïvi Mitchai       | Muret               | [ 1 ]    |
| C        | Myriam Benlazar    | Tolosa              | [ 1 ]    |
| C        | Laura Condon       | Tolosa              | [ 1 ]    |
| C        | Emylie Girard      | Digione             | [ 1 ]    |
| C        | Lin Man-ting       |                     | [ 1 ]    |
| C        | Maeva Manuel       | Olympique Lione U19 | [ 1 ]    |
| A        | Tseng Shu-o        | Fylkir              | [ 1 ]    |

| Cessioni | Cessioni              | Cessioni      | Cessioni    |
| R.       | Nome                  | a             | Modalità    |
| -------- | --------------------- | ------------- | ----------- |
| P        | Catherine Fitzsimmons |               | svincolata  |
| D        | Chloé Bornes          | Rodez         | [ 1 ] [ 2 ] |
| D        | Christine Gazzin      |               | ritirata    |
| D        | Marion Romanelli      | Montpellier   |             |
| C        | Solène Barbance       | Rodez         | [ 1 ] [ 3 ] |
| C        | Gladys Boilard        | Grenoble      | [ 1 ]       |
| C        | Julie Peruzzetto      | Saint-Étienne | [ 1 ]       |
| C        | Alexia Trevisan       | Digione       | [ 1 ]       |
| A        | Caroline Brown        |               | svincolata  |
| A        | Emma Laizet-Laplagne  | Tolosa        | svincolata  |

## Risultati

### Division 1

#### Girone di andata
| Arbitro: | Coppola |

|  |           |                              |
|  | Marcatori | 1’, 46’ Braunwart 39’ Cazeau |

| Arbitro: | Bonnin |

|                                        |           |                        |
| Rouzies 3', 24’ Solanet 60’ Cazeau 73’ | Marcatori | 20’, 30’ Ngo Ndoumbouk |

| Arbitro: | Bartnik |

|             |           |                       |
| Renault 29’ | Marcatori | 17’ Dusang 26’ Thiney |

| Arbitro: | Guillemin |

|                          |           |                   |
| Kaabachi 50’ Saunier 61’ | Marcatori | 32’, 52’ Martinez |

| Albi 4 ottobre 2015, ore 15:00 CEST 5ª giornata | ASPTT Albi | 0 – 0 referto | Soyaux | Stadio Maurice Rigaud (500 spett.)\| Arbitro: \| Mougeot \| |
| Arbitro:                                        | Mougeot    |               |        |                                                             |

| Arbitro: | Maubacq |

|                                    |           |  |
| Jakobsson 14’ Léger 32’ Gauvin 81’ | Marcatori |  |

| Arbitro: | Buffart |

|                                                   |           |  |
| Mbock Bathy Nka 27’ Hegerberg 50’, 81’ Renard 71’ | Marcatori |  |

| Arbitro: | Guillemin |

|           |           |  |
| Ramos 35’ | Marcatori |  |

| Arbitro: | Bartnik |

|            |           |             |
| Cazeau 52’ | Marcatori | 5’ Benlazar |

| Arbitro: | Vanstaevel |

|                                  |           |  |
| Cruz 24’ Cristiane 52’ Delie 79’ | Marcatori |  |

| Arbitro: | Bourquin |

|  |           |                                   |
|  | Marcatori | 22’, 62’ Peruzzetto 79’ Chaumette |

#### Girone di ritorno
| Arbitro: | Bonnin |

|            |           |                |
| Cazeau 88’ | Marcatori | 90+2’ Peslerbe |

| Arbitro: | Dallongeville |

|                   |           |                                             |
| Ngo Ndoumbouk 55’ | Marcatori | 33’ (rig.) Rouzies 51’ Cervera 84’ Martinez |

| Arbitro: | Burban |

|                                 |           |  |
| Thiney 32’ Diani 74’ Catala 89’ | Marcatori |  |

| Albi 7 febbraio 2016, ore 17:00 CET 15ª giornata | ASPTT Albi | 0 – 0 referto | Rodez | Stadio Maurice Rigaud (681 spett.)\| Arbitro: \| Bartnik \| |
| Arbitro:                                         | Bartnik    |               |       |                                                             |

| Arbitro: | Buffart |

|                                     |           |  |
| Boudaud 34’ Blais 48’ Bourgouin 83’ | Marcatori |  |

| Arbitro: | Vanstaevel |

|                      |           |           |
| Cazeau 40’ Cazes 88’ | Marcatori | 64’ Agard |

| Arbitro: | Mougeot |

|                                                          |           |  |
| Hegerberg 6’, 32’, 48’ Le Sommer 21’ Abily 47’ Petit 76’ | Marcatori |  |

| Arbitro: | Bartnik |

|                         |           |           |
| Cazeau 43’ Martinez 45’ | Marcatori | 44’ Ramos |

| Arbitro: | Vanstaevel |

|                                      |           |                         |
| Boishardy 3’ Amani 4’ Oparanozie 60’ | Marcatori | 10’ Cerver 89’ Martinez |

| Arbitro: | Bonnin |

|                        |           |                                |
| Cazeau 25’ Rouzies 56’ | Marcatori | 52’ Morroni 70’ Delie 83’ Dali |

| Arbitro: | Dallongeville |

|                         |           |            |
| Traoré 9’ Chaumette 85’ | Marcatori | 69’ Cazeau |

### Coppa di Francia
| Arbitro: | Maubacq |

|                                |           |  |
| Cruz 14’ Hamraoui 18’ Sarr 41’ | Marcatori |  |

## Statistiche

### Statistiche di squadra
| Competizione     | Punti | In casa | In casa | In casa | In casa | In casa | In casa | In trasferta | In trasferta | In trasferta | In trasferta | In trasferta | In trasferta | Totale | Totale | Totale | Totale | Totale | Totale | DR  |
| Competizione     | Punti | G       | V       | N       | P       | Gf      | Gs      | G            | V            | N            | P            | Gf           | Gs           | G      | V      | N      | P      | Gf     | Gs     | DR  |
| ---------------- | ----- | ------- | ------- | ------- | ------- | ------- | ------- | ------------ | ------------ | ------------ | ------------ | ------------ | ------------ | ------ | ------ | ------ | ------ | ------ | ------ | --- |
| Division 1       | 45    | 11      | 4       | 3       | 4       | 13      | 17      | 11           | 2            | 2            | 7            | 12           | 27           | 22     | 6      | 5      | 11     | 25     | 44     | -19 |
| Coppa di Francia | -     | -       | -       | -       | -       | -       | -       | 1            | 0            | 0            | 1            | 0            | 3            | 1      | 0      | 0      | 1      | 0      | 3      | -3  |
| Totale           | -     | 11      | 4       | 3       | 4       | 13      | 17      | 12           | 2            | 2            | 8            | 12           | 30           | 23     | 6      | 5      | 12     | 25     | 47     | -22 |

### Andamento in campionato
| Giornata  | 1 | 2 | 3 | 4 | 5 | 6 | 7 | 8 | 9 | 10 | 11 | 12 | 13 | 14 | 15 | 16 | 17 | 18 | 19 | 20 | 21 | 22 |
| --------- | - | - | - | - | - | - | - | - | - | -- | -- | -- | -- | -- | -- | -- | -- | -- | -- | -- | -- | -- |
| Luogo     | T | C | C | T | C | T | C | T | C | T  | C  | C  | T  | T  | C  | T  | C  | T  | C  | T  | C  | T  |
| Risultato | V | V | P | N | N | P | P | N | V | P  | P  | N  | V  | P  | N  | P  | V  | P  | V  | P  | P  | P  |
| Posizione | 4 | 4 | 5 | 6 | 5 | 6 | 7 | 8 | 5 | 6  | 8  | 7  | 5  | 7  | 8  | 8  | 8  | 8  | 7  | 8  | 8  | 9  |

Legenda:

Luogo: C = Casa; T = Trasferta. Risultato: V = Vittoria; N = Pareggio; P = Sconfitta.

### Statistiche delle giocatrici
| Giocatore    | Division 1 | Division 1 | Division 1  | Division 1 | Coppa di Francia | Coppa di Francia | Coppa di Francia | Coppa di Francia | Totale   | Totale | Totale      | Totale     |
| Giocatore    | Presenze   | Reti       | Ammonizioni | Espulsioni | Presenze         | Reti             | Ammonizioni      | Espulsioni       | Presenze | Reti   | Ammonizioni | Espulsioni |
| ------------ | ---------- | ---------- | ----------- | ---------- | ---------------- | ---------------- | ---------------- | ---------------- | -------- | ------ | ----------- | ---------- |
| A. Arcambal  | 22         | 0          | 2           | 0          | 1                | 0                | 0                | 0                | 23       | 0      | 2           | 0          |
| M. Baaziz    | 1          | 0          | 0           | 0          | -                | -                | -                | -                | 1        | 0      | 0           | 0          |
| M. Benlazar  | 14         | 1          | 1           | 0          | 1                | 0                | 0                | 0                | 15       | 1      | 1           | 0          |
| O. Blanche   | 0          | 0          | 0           | 0          | -                | -                | -                | -                | 0        | 0      | 0           | 0          |
| M. Braunwart | 3          | 2          | 0           | 0          | -                | -                | -                | -                | 3        | 2      | 0           | 0          |
| A. Schlepp   | 17         | 0          | 1           | 0          | 1                | 0                | 0                | 0                | 18       | 0      | 1           | 0          |
| W. Seye      | -          | -          | -           | -          | -                | -                | -                | -                | -        | -      | -           | -          |
| T. Solanet   | 22         | 1          | 4           | 0          | 1                | 0                | 0                | 0                | 23       | 1      | 4           | 0          |
| S. Tseng     | 9          | 0          | 0           | 0          | 1                | 0                | 0                | 0                | 10       | 0      | 0           | 0          |